# ヤコ・ファン・デル・ヴェストハイゼン
ヤコ・ファン・デル・ヴェストハイゼン（Jaco van der Westhuyzen、1978年4月6日 - ）は、南アフリカ共和国のラグビー選手。 

## プロフィール
- ネルスプレイト出身。
- ポジションはスタンドオフ、センター。

## 来歴
南アフリカ代表（スプリングボクス）のメンバーとして活躍。
2003年より、NECグリーンロケッツでプレー。世界トップレベルのテクニックでタイトル獲得に貢献。
なお、同じ南アフリカのユースト・ファン・デル・ヴェストハイゼン（Joost Van Der Westhuisen）とは微妙にスペリングが異なる。彼と区別するため通常は「ヤコ」と呼ばれる。